# Грб Осијека
Грб Осијека је званични грб хрватског града Осијека, а који се темељи на грбу града са почетка 19. века.
Грб има једноставан облик средњовековног шпицастог штита са пратећим садржајем унутар истог.

## Опис грба
Грб града Осијека има облик стилизираног штита чија је висина у односу на ширину 5:4. У средишњем делу грба наглашен је мост са три лука преко реке Драве. На средини тог моста уздиже се правоугаона кула са три грудобрана, два правоугаона прозора и једним правоугаоним вратима. На средњем грудобрану је штит на којем је симбол руке с исуканом сабљом. Четири основне боје грба су: кобалтна плава, цинобер црвена, златна и сребрна. Површина изнад и испод моста и куле је кобалтно плаве боје. Рука у штиту на унутрашњем грбу и обрис шаке су цинобер црвене боје. Рубови грба и шака у штиту на унутрашњем грбу су боје злата. Мост, кула, руб штита у грбу и сабља су сребрне боје.
Грб се темељи на сличном грбу који је граду доделио краљ Франц II, 1809. године.
Грб града налази се и на застави града Осијека која је беле и кобалтно плаве боје.